# إلسا بيتا بانغ
إلسا بيتا بانغ (بالسويدية: Elsa Beata Bunge)‏ هي فيزيائية وعالمة نبات وكاتِبة سويدية، ولدت في 18 أبريل 1734 في بورفو في فنلندا، وتوفيت في 19 يناير 1819 في السويد.